# Δ-Gluconolactone
Pour les articles homonymes, voir GDL.
La δ-gluconolactone ou glucono-delta-lactone (GDL) est une lactone naturellement présente dans la nature. Elle est utilisée dans l'alimentation comme additif alimentaire (numéro E575).

## Origine
La δ-gluconolactone est présente dans le miel, les jus de fruits et le vin. C'est un métabolite de la dégradation du glucose par la voie des pentoses phosphates.

## Structure et propriétés

### Structure
La δ-gluconolactone est une lactone (ester cyclique) dérivée de l'acide gluconique. 
La δ-gluconolactone diffère du glucose seulement par un groupement alcool oxydé en carbonyle sur le carbone un (C1), elle possède une saveur sucrée.

### Propriétés physiques
La δ-gluconolactone est un solide blanc et inodore, soluble dans l'eau et l'éthanol.

### Propriétés chimique

#### Hydrolyse
En solution aqueuse, la δ-gluconolactone (glucono-1,5-lactone) s'hydrolyse partiellement en acide gluconique (55-66 %) qui par la suite produit de la γ-gluconolactone (glucono-1,4-lactone) par isomérisation. La vitesse d'hydrolyse augmente avec la chaleur et des pH élevés. 
À 20 °C, l'équilibre chimique est atteint au bout de trois heures environ avec 87 % d'acide gluconique. Après trois jours, il est de 83 % d'acide, 12 % glucono-1,5-lactone et 5 % glucono-1,4-lactone. Les proportions peuvent changer en fonction de la température, la concentration, le solvant, le temps et le pH.
La vitesse d'hydrolyse dépend de la chaleur et du pH.

#### Identification
L'ajout de chlorure de fer (III) dans une solution de δ-gluconolactone donne une couleur jaune.

### Autres propriétés
La δ-gluconolactone possède une saveur sucrée aussi intense que le glucose (pouvoir sucrant de 0,7) accompagnée d'amertume, cependant en s'hydrolysant en acide gluconique une saveur acide apparaît, qui s'intensifie au cours du temps avec la formation de cet acide. Celle-ci est perçus trois fois moins intense que l'acide citrique à poids égal. 
La δ-gluconolactone est aussi calorigène que le sucre et apporte 4 kcal·g-1.

## Utilisation
La δ-gluconolactone est un composé utilisé dans l'alimentation comme régulateur alimentaire de pH, agent de levuration  et séquestrant. Son numéro d'additif alimentaire en Europe est le numéro E575.
Elle est autorisée dans les fromages (affinés et mozzarella), les fruits et légumes en conserve, les pâtes fraîches et les biscuits et biscottes sans limite de dosage (quantum satis) dans le respect des Bonnes pratiques de fabrication (BPF, ou en anglais Good Manufacturing Practices, GMP). Le Codex Alimentarius définit son usage dans  une gamme d'aliments plus large.

## Production
La δ-gluconolactone est produite à partir du glucose par bio-oxydation. L'oxydation donne l'acide gluconique, qui, en solution aqueuse, se convertit par équilibre chimique en δ-gluconolactone. Cette dernière est purifiée par cristallisation.
C6H12O6 (glucose) → C6H12O7 (acide gluconique) ↔ C6H10O6 (glucono delta-lactone) + H2O

## Santé
En 1986, le JECFA a attribué à la δ-gluconolactone une Dose journalière admissible (DJA) non spécifiée (pas de limite d'utilisation), réaffirmé en 1998. Elle est aussi reconnue GRAS par la  Food and Drug Administration (FDA) en 1986.

### Métabolisme
Le produit de l'hydrolyse, l'acide gluconique, est un composé non toxique et un acide faible.